# O corno, une histoire de femmes
Pour plus de détails, voir Fiche technique et Distribution.
O corno, une histoire de femmes (titre original : O corno), est un film dramatique de Jaione Camborda sorti en 2023.
Coproduction hispano-belge-portugaise de María Zamora tournée en galicien, le film gagne la Coquille d'or du meilleur film de la 71e édition du Festival International de Cinéma de Saint-Sébastien.

## Scénario
Sous l'Espagne franquiste, dans la Galice de 1971, le long-métrage présente la difficile situation de María, une femme obligée d'abandonner l'île d'Arousa, dont elle est originaire, et de traverser la frontière portugaise à travers des routes de contrebande.
Produit par Maria Zamora, le film traite de l'avortement et de la condition des femmes sous la dictature franquiste.

## Distribution
- Janet Novás : María
- Siobhan Fernandes : Anabela
- Carla Rivas : Luisa
- Daniela Hernán Marchán : Ángela
- María Lado : Teresa
- Julia Gómez : Carmen
- José Navarro : Marcos
- Nuria Lestegás : Mabel
- Darío Fernández Raposo : Manuel
- Diego Anido : Juan
- Filomena Gigante : Belén